# Auguste Forel
Auguste Henri Forel, född 1 september 1848 i Morges, kantonen Vaud, död 27 juli 1931 i Yvorne, var en schweizisk läkare, naturforskare och nykterhetsfrämjare; kusin till François-Alphonse Forel. 
Forel var 1879–1898 professor i psykiatri vid universitetet i Zürich och föreståndare för hospitalet Burghölzli där, varefter han bosatte sig i Chigny prés Morges (Vaud). Forel verkade på en rad områden: han arbetade med framgång inom hjärnanatomin och som hospitalsläkare; han var en av de främsta forskarna inom hypnos; han räknas som en av de största kännarna av myrornas liv, och hans samling av myror var en av de mest betydande som funnits; slutligen ägnade han sig med aldrig sviktande intresse åt bekämpandet av alkoholismen och var en av dåtidens allra främsta förespråkare för total avhållsamhet. Han inrättade även drinkar-asylen "Ellikon".
Bland hans skrifter märks det prisbelönta arbetet Les fourmis de la Suisse (1874), Expériences et remarques critiques sur les sensations des insectes (tre band, 1886-87), Der Hypnotismus (1889, femte upplagan 1907; "Hypnotismen, dess betydelse och utöfvande", 1890), Die Errichtung von Trinkerasylen (1891), Gehirn und Seele (1894; tionde upplagan 1907), Die sexuelle Frage. Eine naturwissenschaftliche, psykologische, hygienische und soziologische Studie für gebildete (1905; sjunde upplagan 1907; "Den sexuella frågan", samma år), Sexuelle Ethik (1906; "Sexuell etik", samma år) och Verbrechen und konstitutionelle Seelenabnormitäten (1907). Tillsammans med Vogt och Brodmann utgav Forel "Journal für Psychologie und Neurologie". Ett av Forel september 1890 för studenterna i Kristiania och Uppsala hållet föredrag om "Alkohol såsom njutningsmedel" trycktes samma år.